# Latanoprost
El latanoprost es un medicamento que se utiliza en oftalmología y se aplica en forma de gotas que se instilan directamente sobre el ojo. Se emplea para controlar la progresión del glaucoma,  por tener la propiedad de disminuir la presión intraocular al producir un aumento en el flujo de salida del humor acuoso que circula en la porción anterior del ojo. 
El aumento de la presión intraocular o hipertensión ocular es el principal factor de riesgo involucrado en el glaucoma, enfermedad que si no se trata conduce a una pérdida de visión progresiva que puede acabar en ceguera irreversible.

## Descripción
Es latanoprost es un análogo de las prostaglandinas que actúa activando el receptor celular prostanoide F2-alfa al ser un agonista de este último. Alcanza una concentración máxima en el humor acuoso 2 horas después de su administración. Su acción sobre la presión intraocular comienza a las 3 horas, el efecto máximo lo alcanza a las 10 horas y desaparece totalmente a las 24. Por ello se recomienda su aplicación únicamente una vez al día.

## Efectos secundarios
Entre sus efectos secundarios, uno de los más llamativos es que produce en el 30% de los pacientes tratados durante cuatro años, un aumento en la pigmentación del iris que se debe a una producción aumentada del pigmento melanina por parte de los melanocitos que se encuentran de forma natural en el iris del ojo. Este fenómeno que se ha documentado mediante la realización de series fotográficas, no tiene implicaciones sobre la salud,  no afecta a la utilidad del fármaco ni a la visión y tampoco obliga a interrumpir el tratamiento. En algunos casos se produce heterocromía, es decir diferencia apreciable de coloración entre los iris de ambos ojos.
Otros efectos secundarios que se han observado son aumento en el crecimiento de las pestañas y crecimiento de vello en la piel del párpado. 
En personas intervenidas de catarata a las que se le había extirpado el cristalino y sustituido por una lente intraocular, se han producido en ocasiones casos de edema macular.

## Otros fármacos
Entre los fármacos que comparten con el latanoprost su acción reductora de la presión intraocular, se encuentra el travoprost, el tafluprost, bimatoprost el timolol, la brimonidina y la pilocarpina.
También existe la fórmula de latanoprost sin conservantes

## Otras aplicaciones
Estudios recientes parecen demostrar que a diferentes concentraciones puede servir para combatir la alopecia androgénica. En cualquier caso este medicamento aún no está aprobado por las autoridades sanitarias para este uso.